# Гарвуд (Міссурі)
Гарвуд (англ. Harwood) — селище (англ. village) в США, в окрузі Вернон штату Міссурі. Населення — 29 осіб (2020).

## Географія
Гарвуд розташований за координатами 37°57′24″ пн. ш. 94°9′14″ зх. д. / 37.95667° пн. ш. 94.15389° зх. д. (37.956683, -94.153934).  За даними Бюро перепису населення США в 2010 році селище мало площу 0,27 км², уся площа — суходіл.

## Демографія
Згідно з переписом 2010 року, у селищі мешкало 47 осіб у 19 домогосподарствах у складі 12 родин. Густота населення становила 173 особи/км².  Було 34 помешкання (125/км²).
Расовий склад населення:
| - 95,7 % — білих - 4,3 % — корінних американців |

До двох чи більше рас належало 0,0 %. Частка іспаномовних становила 0,0 % від усіх жителів.
За віковим діапазоном населення розподілялося таким чином: 21,3 % — особи молодші 18 років, 63,8 % — особи у віці 18—64 років, 14,9 % — особи у віці 65 років та старші. Медіана віку мешканця становила 46,5 року. На 100 осіб жіночої статі у селищі припадало 74,1 чоловіків;  на 100 жінок у віці від 18 років та старших — 76,2 чоловіків також старших 18 років.
За межею бідності перебувало 27,4 % осіб, у тому числі 34,4 % дітей у віці до 18 років та 50,0 % осіб у віці 65 років та старших.
Цивільне працевлаштоване населення становило 69 осіб. Основні галузі зайнятості: роздрібна торгівля — 50,7 %, виробництво — 24,6 %, освіта, охорона здоров'я та соціальна допомога — 10,1 %, будівництво — 10,1 %.